# Guido Starhemberg
Guido Wald Rüdiger, comte de Starhemberg (Graz, 1657 - Viena, 7 de març, 1737) fou un militar austríac.
Era cosí d'Ernst Rüdiger von Starhemberg (1638-1701), el famós comandant de Viena durant el setge turc de 1683 en la Gran Guerra Turca, en el qual Guido també estigué present. Posteriorment seguí el seu cosí i el Príncep Eugeni de Savoia en batalles contra els turcs.
Durant la Guerra de Successió Espanyola Starhemberg lluità a Itàlia i a la Península. Entre el 1706 i 1708 fou comandant en cap de l'exèrcit imperial a Hongria lluitant contra els insurgents de Francis II Rákóczi.
El 1708 fou nomenat comandant en cap de les tropes austriacistes a Espanya. Juntament amb James Stanhope després de les victorioses batalles d'Almenar i Monte de Torrero. conqueriren Madrid el 1710, El desembre de 1710, en veure la ciutat de Madrid deserta i l'hostilitat dels castellans, decidí retirar-se als territoris de l'antiga Corona d'Aragó per a passar l'hivern. Durant l'evacuació de Castella, les tropes britàniques es rendiren a Brihuega. L'exèrcit borbònic es llençà aleshores sobre el cos principal de l'exèrcit austriacista a la batalla de Villaviciosa (1710), però les tropes borbòniques foren derrotades i hagueren de retirar-se del camp de batalla. Malgrat la victòria a Villaviciosa, les nombroses baixes patides i la rendició de tot el cos expedicionari britànic a Brihuega l'impossibilità resistir a l'Aragó i prosseguí l'evacuació fins a Catalunya. En la batalla de Prats de Rei, les tropes borbòniques foren novament aturades, mentre es nomenava Guido Starhemberg virrei de Catalunya.
Després de la Pau d'Utrecht (1713), Guido Starhemberg firmà el Conveni de l'Hospitalet, mitjançant el qual s'evacuaven totes les tropes austríaques de Catalunya amb els vaixells anglesos, que les transportaren fins a Gènova.
Quan morí el 1737 era governador d'Eslavònia.